# Đồng Thạnh
Đồng Thạnh là một xã thuộc huyện Gò Công Tây, tỉnh Tiền Giang, Việt Nam.

## Địa lý
Xã Đồng Thạnh có diện tích 15,68 km², dân số năm 1999 là 11.018 người, mật độ dân số đạt 703 người/km².

## Xã hội
Cơ sở giáo dục do Sở Giáo dục và Đào tạo quản lý: Trường THPT Vĩnh Bình: Ấp Thạnh Hưng, xã Đồng Thạnh.